# Vlissingen
Vlissingen (nizozemsko: [ˈvlɪsɪŋə(n)] (); zelandščina), zgodovinsko mesto v angleščini znano kot Flushing, je občina in mesto na jugozahodu Nizozemske na nekdanjem otoku Walcheren. S svojo strateško lego med reko Šeldo in Severnim morjem je Vlissingen že stoletja pomembno pristanišče. Leta 1315 je dobilo mestne pravice. V 17. stoletju je bil Vlissingen glavno pristanišče za ladje Nizozemske vzhodnoindijske družbe (VOC). Znan je tudi kot rojstni kraj admirala Mihila De Ruyterja.
Vlissingen je znan predvsem po ladjedelnicah na Šeldi, kjer je zgrajena večina ladij Kraljeve nizozemske mornarice (Koninklijke Marine).

## Geografija
Občino Vlissingen sestavljajo naslednji kraji:
- Mesto: Vlissingen
- Vasi: Oost-Souburg, Ritthem in West-Souburg
- Zaselek: Groot-Abeele

## Zgodovina
Ribiško naselje, ki je nastalo ob izlivu Šelde okoli leta 620 našega štetja, je v svoji 1400-letni zgodovini zraslo v tretje najpomembnejše nizozemsko pristanišče. Grofje Holandski, Flandrijski in Zelandski so dali izkopati prva pristanišča. Skozi stoletja se je Vlissingen razvil v središče ribolova, zlasti sledi, trgovine, zasebnikov in trgovine s sužnji.
Prvi zanesljivi zapisi o starem Vlissengenu so iz listine iz leta 1247, ko je mesto že imelo cerkev in ambulanto; drugi iz leta 1264 omenja steenhuus ali grad, katerega temelje so odkrili med gradnjo nove mestne hiše leta 1965. Leta 1294 je mesto kupil holandski grof Floris V., ki je prepoznal strateški in gospodarski potencial njegove lokacije in začel z njegovim razvojem. Sredi 15. stoletja so pristaniške zmogljivosti dodatno razširili, financiral pa jih je lokalni monopol v trgovini s sledmi. Sredi 16. stoletja je mesto zapadlo v revščino zaradi osemdesetletne vojne, nizozemskega upora proti španski okupaciji, predvsem pa zaradi kazenskih davkov, ki jih je uvedel vojvoda Alba. Aprila 1572 so meščani uprizorili uspešno vstajo, izgnali flamsko garnizijo, streljali na ladje, ki so pripeljale okrepitve, in obesili španskega plemiča pred mestno hišo. V skladu s pogodbo iz Nonsuch leta 1585 so bile tukaj in v Brillu nameščene angleške garnizije, da bi preprečili, da bi ta pristanišča padla v španske roke. Mesta so bila leta 1616 prodana nazaj Nizozemcem.
V času razcveta nizozemske zlate dobe so ladje iz Vlissingena odplule proti različnim postojankam nizozemskega kolonialnega imperija in prispevale k svetovni moči Sedmih provinc.
Zgodovino Vlissingena so zaznamovale tudi invazije, zatiranje in bombardiranja. Zaradi svoje strateške lege ob izlivu Šelde, najpomembnejšega prehoda v Antwerpen, je v danem času pritegnilo zanimanje Britancev, Francozov, Nemcev in Špancev. Nenehno so grozile tudi poplave. Vlissingen je v 18. stoletju propadel. Posebno katastrofalne so bile napoleonske vojne. Po letu 1870 je gospodarstvo oživelo po izgradnji novih dokov in kanala Walcheren, prihodu železnice in ustanovitvi ladjedelnice De Schelde. Druga svetovna vojna je to rast prekinila. Mesto je bilo močno poškodovano zaradi obstreljevanja in poplav, vendar so ga 3. novembra 1944 zajeli in osvobodili britanski komandosi 4. brigade posebnih storitev.
Mesto je bilo po vojni obnovljeno. V šestdesetih letih 20. stoletja se je razvilo in razcvetelo pristanišče in industrijsko območje Vlissingen-Oost. Zdaj je to območje gospodarska gonilna sila osrednje Zelandije, ki ustvarja na tisoče delovnih mest. Dandanes gre skozi Šeldo letno okoli 50.000 ladij z vseh koncev sveta.

## Ime

### Etimologija
Izpeljava imena Vlissingen ni jasna, čeprav večina učenjakov tako ali drugače povezuje ime z besedo fles ("steklenica").
Po eni zgodbi, ko je sveti Vilibrord v 7. stoletju pristal v Vlissingenu s steklenico, je njeno vsebino delil z berači, ki jih je tam našel, medtem ko jih je poskušal spreobrniti. Zgodil se je čudež, značilen za hagiografijo, ko se vsebina steklenice ni zmanjšala. Ko je škof ugotovil, da berači nočejo poslušati njegovih besed, jim je dal svojo steklenico. Po tem naj bi mesto imenoval Flessinghe .
Drugi vir navaja, da ime izvira iz stare trajektne hiše, na kateri je bila steklenica pritrjena kot znak. Menih Jacob van Dreischor, ki je mesto obiskal leta 967, je takrat trajekt očitno poimenoval het veer aan de Flesse ("trajekt pri steklenici"). Ker so številna mesta v regiji kasneje dobila dodatek -inge, se je ime po tej etimologiji razvilo v Vles-inge .
Po drugem viru je ime izpeljano iz danske besede Vles, kar pomeni "plimovanje".
Vzhodni rt Nove Zemlje, rt Flissingsky, je leta 1596 po mestu poimenoval Willem Barentsz.

### Zgodovinsko angleško ime "Flushing"
Vlissingen se je v angleščini zgodovinsko imenoval "Flushing". V 17. stoletju je bil Vlissingen dovolj pomemben za angleško govoreče, da je dobil anglizirano ime. Na primer, Samuel Pepys je mesto v svojih dnevnikih omenil kot "Flushing". Leta 1673 je Sir William Temple v svoji knjigi o Nizozemski omenil Vlissingen enkrat kot "Flushing" in dvakrat "Flussingue". Tudi nekateri angleški pisci na Nizozemskem so uporabljali nizozemsko ime.
Ameriška naselbina Flushing, prvotno nizozemska kolonialna vas, ustanovljena leta 1645 in zdaj del Queensa v New Yorku, se je najprej imenovala Vlissingen po mestu na Nizozemskem. Angleški naseljenci, ki so prav tako prišli živeti v vas , so do leta 1657 skrajšali ime v "Vlissing" in jo nato začeli imenovati z angleškim imenom "Flushing." Anglizacija "Vlissingen" v "Flushing" se ni zgodila po osvojitvi Nove Nizozemske, ampak v Angliji precej pred tem. Ta vas je bila kraj Flushing Remonstrance .
Po Vlissingenu je dobila ime tudi vas Flushing v Cornwallu. Vas, ki se je prvotno imenovala Nankersey, je dobila ime po nizozemskih inženirjih iz Vlissingena na Nizozemskem, ki so zgradili tri glavne pomole v vasi. Michigan in Ohio v ZDA imata tudi vasi z imenom Flushing.

## Galerija
- Stavba borze na Beursplein (Borzni trg)
- Del nakupovalne ulice Walstraat leta 2010
- Kip Mihila Ruyterja
- Mlin na veter: Mlin Oranskih
- Pogled na pristanišče in ulico (de Nieuwendijk)

## Topografija
Topografska karta mesta Vlisingen, september 2014

## Podnebje
Vlissingen ima zmerno oceansko podnebje ( Köppenova podnebna klasifikacija Cfb ), ki je milejše od preostale Nizozemske zaradi svoje bolj južne lege na obali.  Letno je približno 1,5 stopinje Celzija toplejše od Groningena na severovzhodu. Je tudi eno najbolj sončnih mest na Nizozemskem, saj ima približno 180 sončnih ur več kot Maastricht na jugovzhodu. Njegov rekord vseh časov je 368 °C (694 °F) nastavljena 27. julija 2018 in −189 °C (−308,2 °F) 21. februarja 1956.

## Pomembni ljudje s področja

### Umetnosti
- Petrus Cunaeus (1586–1638), nizozemski krščanski učenjak, je napisal Hebrejsko republiko
- Adriaan Dortsman (1635–1682), nizozemski arhitekt zlate dobe iz Amsterdama
- Betje Wolff (1738–1804), nizozemska pisateljica [11]
- Jacobus Bellamy (1757–1786) nizozemski pesnik
- Paula de Waart (1876–1938) nizozemska filmska igralka [12]
- Helene Koppejan (1927-1998) nizozemska astrologinja in podjetnica
- Hans Verhagen (rojen 1939), nizozemski novinar, pesnik, slikar in filmski ustvarjalec
- Jean-Pierre Guiran (rojen 1957) harmonikar z Accordéon Mélancolique
- Arendo Joustra (rojen 1957), nizozemski pisatelj in novinar

### Znanost
- Jan Bekker Teerlink (1759–1832), nizozemski zbiralec rastlin in semen ter vinar
- Martin Kalbfleisch (1804–1873), nizozemski pionir v kemični industriji in ameriški politik [13]
- Egbert Cornelis Nicolaas van Hoepen (1884–1966), nizozemski paleontolog
- prof. Bonno Thoden van Velzen (rojen 1933), nizozemski antropolog
- Maarten de Rijke (rojen 1961), nizozemski računalniški znanstvenik, se je ukvarjal z modalno logiko in predstavitvijo znanja

### Admirali
- Joos de Moor (1548 ali 1558 – 1618) nizozemski viceadmiral Zelandije
- Laurens Alteras (umrl 1622), nizozemski (zelandski) viceadmiral
- Joost Banckert (okoli 1597–1647) nizozemski viceadmiral
- Johan Evertsen (1600–1666) nizozemski admiral
- Mårten Anckarhielm (umrl 1657) nizozemski admiral, ki je vstopil v švedsko službo
- Abraham Crijnssen (umrl 1669) nizozemski mornariški poveljnik
- Mihil De Ruyter (1607–1676) splošno znan nizozemski admiral
- Cornelis Evertsen starejši (1610–1666), nizozemski admiral.
- Adriaen Banckert (okoli 1615–1684) nizozemski admiral
- Cornelis Evertsen mlajši (1628–1679), nizozemski admiral
- Cornelis Evertsen Najmlajši (1642–1706), nizozemski admiral
- Engel de Ruyter (1649–1683) nizozemski viceadmiral

### Drugi pomorski popotniki
- Willem Verstegen (okoli 1612–1659), trgovec v službi Nizozemske vzhodnoindijske družbe in glavni trgovec v tovarni
- Pieter Ita (aktiven leta 1620) nizozemski zasebnik in admiral v nizozemski zahodnoindijski družbi
- Nikolas Hoornski (okoli 1635–1683) trgovski mornar, zasebnik in pirat [14]
- Jasper Danckaerts (1639–1702/1704) ustanovitelj kolonije labadistov v Marylandu
- Jan Erasmus Reyning (1640–1697) nizozemski pirat, zasebnik in mornariški častnik
- Samuel van der Putte (1690–1745) nizozemski raziskovalec, jezikoslovec in naravoslovec; potoval po Aziji, zlasti v Tibet

## Transport
- Železniške postaje: Vlissingen, Vlissingen Souburg .
- Trajektna povezava z Breskensom, saj je bil marca 2003 odprt predor Zahodna Šelda samo za pešce in kolesarje.